# I Wanna Be Free
| Оценки критиков          | Оценки критиков |
| Источник                 | Оценка          |
| ------------------------ | --------------- |
| AllMusic                 | [ 1 ]           |
| Christgau's Record Guide | B               |

I Wanna Be Free (с англ. — «Я хочу быть свободной») — 17-й студийный альбом американской кантри-певицы Лоретты Линн, выпущенный 3 мая 1971 года на лейбле Decca Records. Продюсером был Оуэн Брэдли.

## История
Релиз диска состоялся 3 мая 1971 года на лейбле Decca Records.
Альбом получил умеренные отзывы музыкальных критиков и интернет-изданий.
В обзоре, опубликованном в номере журнала Billboard от 24 января 1971 года, говорится: «Последний альбом мисс Линн освещает её нынешний кантри-хит „I Wanna Be Free“ и включает отличные версии „Help Me Make It Through the Night“, „Me and Bobby McGee“ и „Rose Garden“. Среди новых выделяются песни „Drive You Out of My Mind“ и „I’m One Man’s Woman“».
Журнал Cashbox опубликовал обзор в выпуске от 17 января 1971, в котором говорилось, «Самое сложное для популярного записывающегося исполнителя — это поддерживать свою популярность с помощью записей и живых выступлений. Лоретта Линн показала нам, что это совсем не задача. Фактически, с годами она становится всё более популярной. „I Wanna Be Free“ — так называется последний сингл Лоретты в чартах, и этот альбом с таким же названием, вероятно, взлетит на вершины чартов кантри так же быстро. Среди песен „Me and Bobby McGee“, „When You’re Poor“, „See That Mountain“ и „Put Your Hand in the Hand“».

## Список композиций
| №  | Название                                      | Автор(ы)           | Дата записи    | Длительность |
| -- | --------------------------------------------- | ------------------ | -------------- | ------------ |
| 1. | «I Wanna Be Free»                             | Лоретта Линн       | 25 ноября 1970 | 2:16         |
| 2. | «Help Me Make It Through the Night»           | Крис Кристофферсон | 29 марта 1971  | 2:28         |
| 3. | «See That Mountain»                           | Connie Moore       | 29 марта 1971  | 2:35         |
| 4. | «When You Leave My World»                     | Sharon Higgins     | 14 июля 1970   | 2:59         |
| 5. | «Put Your Hand in the Hand»                   | Gene MacLellan     | 29 марта 1971  | 2:27         |
| 6. | «If I Never Love Again (It Will Be Too Soon)» | Lynn Teddy Wilburn | 9 апреля 1970  | 2:30         |

| №  | Название                   | Автор(ы)                  | Дата записи    | Длительность |
| -- | -------------------------- | ------------------------- | -------------- | ------------ |
| 1. | «Me and Bobby McGee»       | Fred Foster Кристофферсон | 29 марта 1971  | 2:38         |
| 2. | «When You're Poor»         | Tracy Lee                 | 30 марта 1971  | 2:10         |
| 3. | «Rose Garden»              | Джо Саут                  | 30 марта 1971  | 2:26         |
| 4. | «Drive You Out of My Mind» | Lynn Lorene Allen         | 2 октября 1969 | 2:41         |
| 5. | «I'm One Man's Woman»      | Lynn Peggy Sue Wells      | 14 мая1969     | 2:41         |

## Позиции в чартах

### Альбом
| Чарт (1971)                      | Высшая позиция |
| -------------------------------- | -------------- |
| США Hot Country LP’s (Billboard) | 5              |
| США Top LP’s (Billboard)         | 110            |

### Синглы
| Название          | Год  | Высшая позиция | Высшая позиция | Высшая позиция |
| Название          | Год  | US Country     | US             | CAN Country    |
| ----------------- | ---- | -------------- | -------------- | -------------- |
| «I Wanna Be Free» | 1971 | 3              | 94             | 1              |